# Međuzvjezdani prostor
Međuzvjedani prostor ("interstelarni prostor", latinski: inter stellas, "među zvijezdama") je zvjezdano dalek svemirski prostor unutar galaktike. U ovom su prostoru prostori blizu zvijezda (heliosfera). U slučaju Sunca i međuplanetnog prostora planetnog sustava, raspršeni. Izvan galaktika smješten je međugalaktički prostor.
Granicu između međuplanetnog prostora i međuzvjezdanog prostora određuje heliopauza, na kojoj se Sunčev vjetar međuzvjezdane tvari zaustavlja. Točni razmak ovog graničnog područja od Sunca do danas nije poznat. Otprilike je četverostruke udaljenosti Neptuna, odnosno procjenjuje se da je na 18 milijarda kilometara. Svježije procjene (2009.) kreću se od 110 do 150 astronomskih jedinica.
Odgovori na doseg heliosfere i uvjete u heliopazi očekuje se od svemirskih sonda Voyager 1 i Voyager 2. Voyager 1 je 25. kolovoza 2012. izašao iz heliosfere kao prvi objekt napravljen ljudskom rukom i nadalje emitira mjerenja ka Zemlji.
Analogno će granica između međuzvjezdanog i međugalaktičkog prostora biti definirana putem galaktičke plinske struje koja putuje ka vani, struje koja s međugalaktičkom tvari tvori u području izvan galaktike granični sloj.
Putovanja u međuzvjezdani prostor omiljena su tema znanstvene fantastike. Za ljude do danas nema tehničke mogućnosti ostvarenja takvih projekata, zbog iznimno velikih udaljenosti.

## Poveznice
- oblak velike brzine
- spalacija svemirskih zraka
- pokus CRESU
- međuplanetni oblak prašine
- toplo-vruća međugalaktička tvar (WHIM)
- bezkolizijski medij
- tvar između galaktičkih skupova (ICM)
- Lokalni međuzvjezdani oblak
- G-oblak
- superskupovi galaktika
- galaktičko vlakno
- međuzvjezdani prah
- praznina (astronomija)
- međuzvjezdani oblik
- galaktička plima
- zvjezdana prašina (astronomija)
- međuplanetna prašina
- udarni front
- sinkrotonsko zračenje
- heliopauza
- H I područje
- H II područje
- molekularni oblak
- korona
- infracrveni cirus
- međuzvjezdana tvar
- međuzvjezdana prašina
- međuplanetno magnetsko polje